# Arianwen
Arianwen  è un nome proprio di persona gallese femminile.

## Varianti
- Gallese antico: Aranwen[1], Arganwen[1]

## Origine e diffusione
Antico nome gallese, composto dai termini arian ("argento") e gwen (femminile di gwyn, "puro", "benedetto"); il secondo elemento è comune nell'onomastica gallese, e celtica in generale, e si ritrova anche in Gwyn/Gwen, Gwyneth, Bronwen e Carwyn.
Con questo nome si ricorda un'oscura santa gallese, Arianwen, figlia di san Brychan, moglie di Iorwerth Hirflawdd e madre di san Caenog Mawr (è plausibile che, in realtà, si tratti di una trasposizione in chiave cristiana di qualche dea o genius loci pre-cristiano).